# Guineische Basketballnationalmannschaft der Damen
Die guineische Basketballnationalmannschaft der Damen ist die Auswahl guineischer Basketballspielerinnen, welche die Fédération Guinéenne de Basket-Ball auf internationaler Ebene, beispielsweise in Freundschaftsspielen gegen die Auswahlmannschaften anderer nationaler Verbände, aber auch bei internationalen Wettbewerben repräsentiert. Größter Erfolg war der zweite Platz bei der Afrikameisterschaft 1966. 1962 trat der nationale Verband dem Weltverband Fédération Internationale de Basketball (FIBA) bei. Im Juni 2014 wurde die Mannschaft auf dem 70. Platz der Weltrangliste der Frauen geführt.

## Internationale Wettbewerbe

### Guinea bei Weltmeisterschaften
Die Mannschaft konnte sich bisher nicht für eine Weltmeisterschaft qualifizieren.

### Guinea bei Olympischen Spielen
Bisher gelang es der Mannschaft nicht, sich für die olympischen Basketballwettbewerbe zu qualifizieren.

### Guinea bei Afrikameisterschaften
Die Mannschaft kann bisher sechs Teilnahmen an der Afrikameisterschaft vorweisen:
| - 1966: 2. Platz - 1968: nicht qualifiziert - 1970: 5. Platz - 1974: 6. Platz - 1977: nicht qualifiziert - 1979: nicht qualifiziert - 1981: nicht qualifiziert - 1983: nicht qualifiziert - 1984: 8. Platz - 1986: nicht qualifiziert - 1990: nicht qualifiziert | - 1993: nicht qualifiziert - 1994: 8. Platz - 1997: nicht qualifiziert - 2000: nicht qualifiziert - 2003: nicht qualifiziert - 2005: nicht qualifiziert - 2007: nicht qualifiziert - 2009: nicht qualifiziert - 2011: 11. Platz - 2013: nicht qualifiziert |

### Guinea bei den Afrikaspielen
Die Damen-Basketballnationalmannschaft Guineas nahm bisher nicht an den Wettbewerben der Afrikaspiele teil.